# Chrastava
Chrastava (Duits: Kratzau) is een Tsjechische stad in de regio Liberec, en maakt deel uit van het district Liberec. Chrastava telt 5976 inwoners.
Chrastava was tot 1945 een plaats met een overwegend Duitstalige bevolking. Na de Tweede Wereldoorlog werd de Duitstalige bevolking verdreven.

## Extern kommando Kratzau
Tijdens de Tweede Wereldoorlog bevond extern kommando Kratzau, ook bekend als Weisskirchen-Kratzau of Frauen Arbeitslager Kratzau I, zich op ongeveer drie kilometer van de stad. Het kamp was een satellietkamp van Groß-Rosen. Dwangarbeiders uit het kamp werkten in de munitiefabriek Spreewerk Kratzau. 

## Geboren in Chrastava
- Joseph von Führich (1800-1876), Oostenrijks kunstschilder
- Willi Sitte (1921-2013), Duits kunstenaar

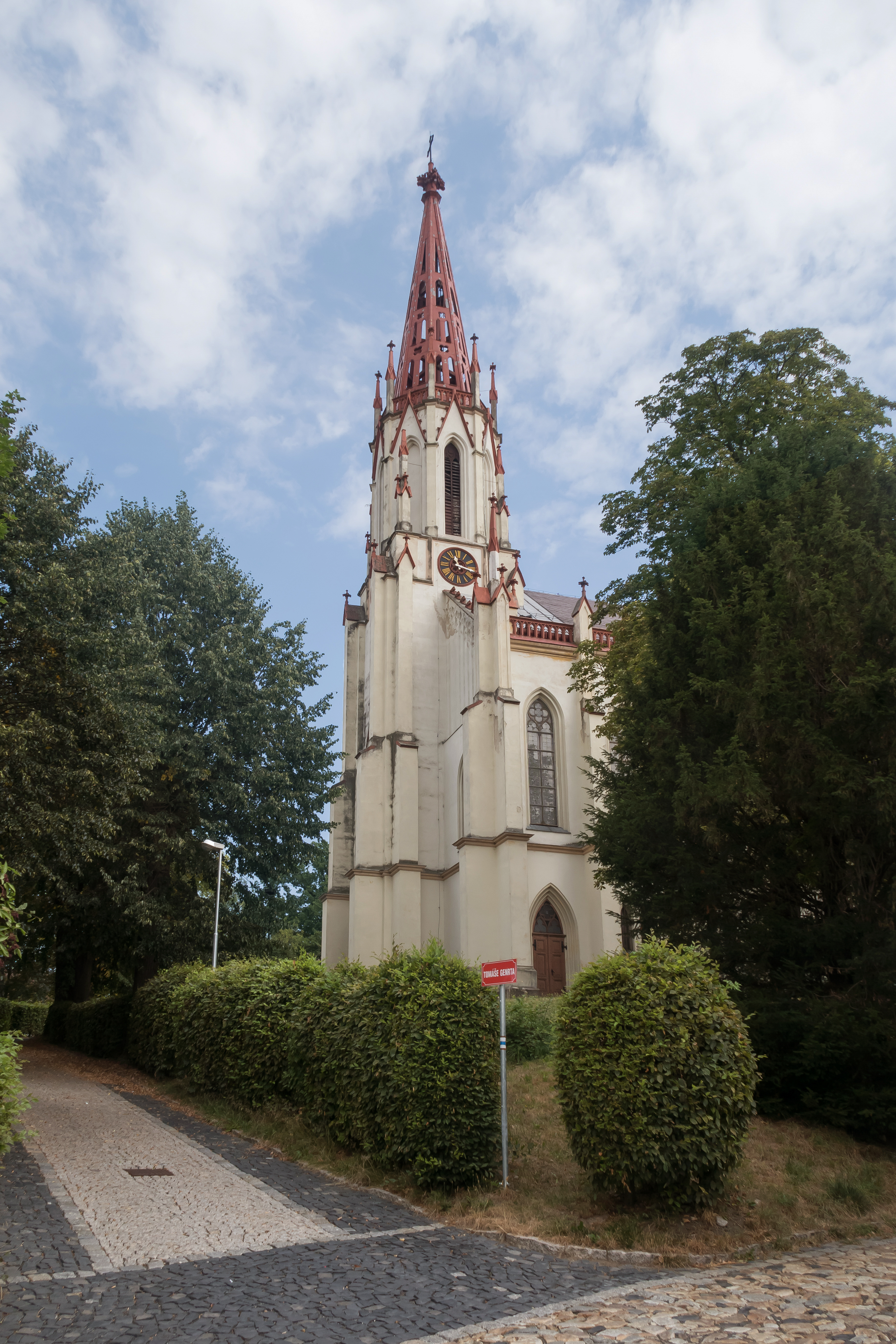
Chrastava, kerk: kostel svatého Vavřince

Bílá ·
Bílý Kostel nad Nisou ·
Bílý Potok ·
Bulovka ·
Cetenov ·
Černousy ·
Český Dub ·
Čtveřín ·
Dětřichov ·
Dlouhý Most ·
Dolní Řasnice ·
Frýdlant ·
Habartice ·
Hejnice ·
Heřmanice ·
Hlavice ·
Hodkovice nad Mohelkou ·
Horní Řasnice ·
Hrádek nad Nisou ·
Chotyně ·
Chrastava ·
Jablonné v Podještědí ·
Janovice v Podještědí ·
Janův Důl ·
Jeřmanice ·
Jindřichovice pod Smrkem ·
Kobyly ·
Krásný Les ·
Kryštofovo Údolí ·
Křižany ·
Kunratice ·
Lázně Libverda ·
Lažany ·
Liberec ·
Mníšek ·
Nová Ves ·
Nové Město pod Smrkem ·
Oldřichov v Hájích ·
Osečná ·
Paceřice ·
Pěnčín ·
Pertoltice ·
Proseč pod Ještědem ·
Příšovice ·
Radimovice ·
Raspenava ·
Rynoltice ·
Soběslavice ·
Stráž nad Nisou ·
Světlá pod Ještědem ·
Svijanský Újezd ·
Svijany ·
Sychrov ·
Šimonovice ·
Višňová ·
Vlastibořice ·
Všelibice ·
Zdislava ·
Žďárek